# Lauri Dalla Valle
Lauri Dalla Valle (Kontiolahti, 14 september 1991) is een Fins voetballer die bij voorkeur als aanvaller speelt. Hij tekende in december 2014 een contract bij Crewe Alexandra, dat hem transfervrij inlijfde.

## Jeugd
Dalla Valle is een van de drie kinderen van vader Loreno, een Italiaans voormalig politieagent, en moeder Marketta, een Finse die een champignonbedrijf heeft.
Dalla Valle begon met voetballen bij de jeugdreeksen van het Finse JIPPO. Op zijn 14de werd hij op een jeugdtornooi in Italië ontdekt door de Italiaanse topclub Internazionale. Hij ging voor de jeugdreeksen van de topclub spelen, maar kon er nooit echt aarden wegens heimwee. Na enkele maanden keerde hij terug naar Finland en ging er terug voor de jeugdreeksen van JIPPO spelen.

## Profcarrière

### JIPPO
Hij begon zijn profcarrière in 2007 in de Veikkausliiga bij het Finse JIPPO. Hij maakte zijn debuut op 16-jarige leeftijd. In mei 2007 tijdens de vierde ronde van de Finse beker raakte hij zwaar gekwetst en was hij voor maanden buiten strijd. Zijn enige doelpunt maakte hij die wedstrijd voor hij zijn blessure opliep. Op het einde van het seizoen had hij, door deze blessure, slechts 8 wedstrijden gespeeld in de Veikkausliiga en 1 wedstrijd in de Finse beker. In oktober 2007 was Chelsea FC geïnteresseerd in de op dat moment 17-jarige aanvaller.

### Liverpool FC
Begin november 2007 testte hij bij de Engelse topclub Liverpool FC. Hij doorstond deze tests en tekende een contract voor 3,5 jaar op Anfield. Hier speelde hij echter tot aan het begin van seizoen 2010-2011 bij de reserves. Bij aanvang van dat seizoen kreeg hij het nummer 38 in het eerste team van de club. Zo speelde hij in het voorseizoen vriendschappelijke wedstrijden tegen het Zwitserse Grasshopper Club Zürich en het Duitse FC Kaiserslautern.
Op 29 juli 2010 maakte hij zijn officiële debuut voor Liverpool. Hij viel in de 83ste minuut in voor Alberto Aquilani in de kwalificatieronde voor de Europa League tegen het Macedonische FK Rabotnički Skopje. Dit was zijn enige officiële wedstrijd voor Liverpool FC. Verdere speelminuten kon hij niet vergaren door de zware concurrentie van onder meer Fernando Torres.

### Fulham FC
Op 31 augustus 2010 werd Dalla Valle samen met Alexander Kačaniklić naar Fulham FC gehaald. Dit maakte deel uit van een deal om Paul Konchesky naar Liverpool FC te halen.
Op 4 maart 2011, na nog geen minuut gespeeld te hebben voor Fulham FC werd hij voor een maand uitgeleend aan het Engelse AFC Bournemouth dat op dat moment in de Football League One speelde. 
Hij scoorde zijn eerste doelpunt voor AFC Bournemouth en zijn eerste in een Engelse competitie tijdens de wedstrijd tegen Oldham Athletic AFC. De wedstrijd werd door Dalla Valle's team gewonnen met 3-0. Zijn tweede doelpunt scoorde hij tegen Southampton FC. Deze wedstrijd werd door Dalla Valle's team verloren met 1-3.
Na deze maand dat hij verhuurd was, trok hij terug naar Fulham FC. Dalla Valle maakte zijn debuut voor Fulham FC als invaller tijdens de Europa League-wedstrijd tegen het Faeröerse NSÍ Runavík. Twee maanden later werd hij uitgeleend aan het Schotse Dundee United dat in de Scottish Premier League speelt.
OP 19 maart 2012 werd Dalla Valle voor een maand verhuurd aan het Engelse Exeter City FC dat in de Football League Two speelde. Op 19 april 2012 keerde hij terug naar Fulham FC.
Op 5 november 2012 werd hij uitgeleend tot 8 december 2012 aan het Engelse Crewe Alexandra FC dat op dat moment in de Football League Two speelde. Hij scoorde bij zijn debuut tijdens de wedstrijd bij Doncaster Rovers FC. Dalla Valle scoorde ook bij zijn thuisdebuut tegen Colchester United FC. Op 24 november scoorde hij de twee enige doelpunten in de thuisoverwinning tegen Crawley Town FC.

### Molde FK
Op 25 februari 2013 vertrok hij definitief bij Fulham FC. Hij trok naar de Noorse topclub Molde FK waar op dat moment ex-Manchester United-speler Ole Gunnar Solskjær trainer was. In totaal speelde hij 6 wedstrijden voor de club.

### Sint-Truidense VV
Op 5 juli 2013 tekende hij een 3-jarig contract bij het Belgische Sint-Truidense VV dat op dat moment in de Tweede klasse speelt. Trainer Yannick Ferrera wou hem het seizoen daarvóór, toen hij nog trainer was bij Charleroi, al naar België halen. Toen kwamen club en speler echter niet tot een akkoord. Dit akkoord kwam er wel tussen Dalla Valle en Sint-Truidense VV.
Op 13 augustus werd zijn contract echter al na 1 seizoen ontbonden

### Crewe Alexandra FC
In december 2014 tekende hij terug bij Crewe Alexandra FC. Hij tekende en contract tot juni 2016.

## Statistieken
| seizoen   | club                                  | land      | competitie              | wed. | goals |
| --------- | ------------------------------------- | --------- | ----------------------- | ---- | ----- |
| 2007      | JIPPO                                 | Finland   | Veikkausliiga           | 9    | 1     |
| 2008/2009 | Liverpool FC                          | Engeland  | Premier League          | 0    | 0     |
| 2009/2010 | Liverpool FC                          | Engeland  | Premier League          | 0    | 0     |
| 2010/2011 | Liverpool FC                          | Engeland  | Premier League          | 1    | 0     |
| 2010/2011 | →AFC Bournemouth (huur van Fulham FC) | Engeland  | Football League One     | 8    | 2     |
| 2011/2012 | →Dundee United (huur van Fulham FC)   | Schotland | Scottish Premier League | 15   | 3     |
| 2011/2012 | →Exeter City FC (huur van Fulham FC)  | Engeland  | Football League Two     | 5    | 0     |
| 2012/2013 | Fulham FC                             | Engeland  | Premier League          | 2    | 0     |
| 2012/2013 | →Crewe Alexandra FC                   | Engeland  | Football League Two     | 12   | 5     |
| 2012/2013 | Molde FK                              | Noorwegen | Tippeligaen             | 6    | 0     |
| 2013/2014 | Sint-Truidense VV                     | België    | Tweede klasse           | 21   | 0     |
| 2014/2015 | Crewe Alexandra FC                    | Engeland  | Football League One     | 17   | 4     |
| 2016/2017 | Crewe Alexandra FC                    | Engeland  | Football League One     | 14   | 2     |
|           |                                       |           | Totaal                  | 110  | 17    |